# ユリアーナ・ツー・シュトルベルク

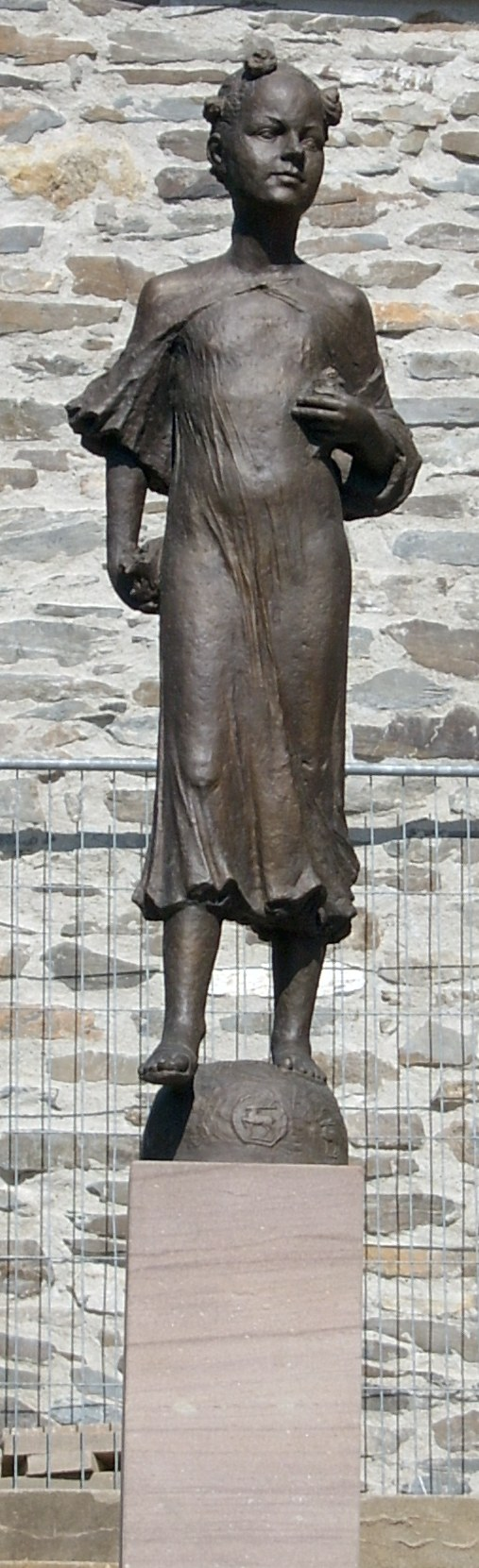
2006年にシュトルベルク (ハルツ)市街に置かれたユリアーナの彫像

ユリアーナ・ツー・シュトルベルク（Juliana zu Stolberg, 1506年2月15日 - 1580年6月18日）は、ドイツの封建領主シュトルベルク伯家の一員で、オラニエ公ウィレム1世（沈黙公）の母親。オラニエ＝ナッサウ家の始祖の1人として知られる。

## 生涯
シュトルベルク伯ボートとその妻のアンナ・フォン・エプシュタイン＝ケーニヒシュタインの間の娘として生まれた。13歳になると、子供の無い叔父のケーニヒシュタイン伯エーバーハルトに引き取られ、ヘッセン地方のケーニヒシュタインの叔父の宮廷で暮らした。1523年1月27日、ハーナウ＝ミュンツェンベルク伯フィリップ2世と結婚し、間に3男2女をもうけた。
1529年にフィリップ2世と死別すると、共同後見人のナッサウ＝ディレンブルク伯ヴィルヘルムとともに、未成年の息子フィリップ3世の後見人として伯爵領を治めた。1531年9月、ユリアーナは共同後見人のナッサウ伯と再婚し、前夫との間の子供たちを連れてディレンブルクに移った。2番目の夫との間にはオラニエ＝ナッサウ家の第1世代となる12人の子供をもうけた。死後、ディレンブルク市街の福音派教会に葬られた。

## 子女
最初の夫ハーナウ伯との間に5人の子女をもうけた。
- ラインハルト（1524年）
- カタリーナ（英語版）（1525年 - 1581年） - ヴィート伯ヨハン4世と結婚
- フィリップ3世（1526年 - 1561年） - ハーナウ＝ミュンツェンベルク伯
- ラインハルト（ドイツ語版）（1528年 - 1554年）
- ユリアーナ（オランダ語版）（1529年 - 1595年） - ザルム＝キルブルク伯トマスと結婚

2番目の夫ナッサウ伯との間に12人の子女をもうけた。
- ウィレム1世（1533年 - 1584年） - オラニエ公
- ヘルマーナ（1534年生、夭折）
- ヤン6世（1535年 - 1606年） - ナッサウ＝ディレンブルク伯
- ローデウェイク（英語版）（1538年 - 1574年）
- マリア（英語版）（1539年 - 1599年） - ファン・デン・ベルフ伯ウィレム4世（英語版）と結婚
- アドルフ（英語版）（1540年 - 1568年）
- アンナ（英語版）（1541年 - 1616年） - ナッサウ＝ヴァイルブルク伯アルブレヒト（英語版）と結婚
- エリーザベト（英語版）（1542年 - 1603年） - ゾルムス＝ブラウンフェルス伯コンラッドと結婚
- カタリーナ（英語版）（1543年 - 1623年） - シュヴァルツブルク＝アルンシュタット伯ギュンター41世（英語版）と結婚
- ユリアーナ（英語版）（1546年 - 1588年） - シュヴァルツブルク＝ルードルシュタット伯アルブレヒト7世（英語版）と結婚
- マグダレーナ（英語版）（1547年 - 1643年） - ホーエンローエ＝ノイエンシュタイン＝ヴァイカースハイム伯ヴォルフガング（英語版）と結婚
- ヘンドリック（英語版）（1550年 - 1574年）